# Тё, Илья Борисович
Тё, Илья Борисович (род. 1975) — российский писатель-фантаст.
Родился в городе Владивостоке в семье авиационного инженера и детского врача. Трудовой путь начал на железной дороге — во Владивостокском отделении ДВЖД.
Кандидат юридических наук, бас-гитарист, в прошлом — работник следственной группы Генеральной прокуратуры. В настоящее время является преподавателем Дальневосточного федерального университета и генеральным директором коммерческого предприятия.
Постоянно проживает во Владивостоке.
Лауреат литературной премии «Старт» Европейско-азиатского фестиваля фантастики Аэлита (2010).
Лауреат литературной премии «Лучший дебют» конвента Интерпресскон (2010).

## Романы
Цикл «Твёрдый космос»
- Тюрьма для Господа Бога
- Война для Господа Бога
- Свобода для Господа Бога

Цикл «Вселенная кластеров»
- Дело Господа Бога
- Рабыня Господа Бога
- Никто, кроме Господа Бога

Цикл «Бесконечная плоскость»
- Жители Рая
- Демоны Рая
- Открытые врата в Рай

Цикл «Абсолютная альтернатива»
- Абсолютная альтернатива
- Варианты не предусмотрены (не закончено)

В соавторстве с Андреем Скоробогатовым
- Мироздание ленты (не закончено)

Межавторский цикл «Анабиоз»
- Корейский коридор[1]

## Повести
- Реконструкторы (в соавторстве с Андреем Скоробогатовым)

## Рассказы
- Тварь
- Аврора, жди меня, я иду
- Алтарь для Иштар
- Баллистика талиона
- Знакомьтесь, Атмагеддон
- Кельтика, как она есть
- Дуэль
- Тифон
- Трубка мира
- Мечта
- Порох решает все
- Топот бессмертных
- Броневой